# Třída Medea
Třída Medea byla třída torpédoborců Royal Navy z období první světové války. Objednány byly pro řecké námořnictvo, ale po vypuknutí světové války je převzalo námořnictvo britské. Celkem byly postaveny čtyři jednotky. Ve službě byly v letech 1915–1921. Nasazeny byly za světové války. V boji byl jeden potopen. Zbývající byly vyřazeny.

## Pozadí vzniku
Řecko v roce 1913 objednalo stavbu celkem čtyř torpédoborců, které byly ekvivalentem britské třídy Admiralty M. Po dvou párech stavěly loděnice Fairfield Shipbuilding and Engineering Co. v Govanu a John Brown and Co. v Clydebanku. Stavba byla zahájena roku 1914, přičemž v září 1914 byly koupeny Velkou Británií. Do služby byly všechny přijaty roku 1915.
Jednotky třídy Medea:
| Jméno                    | Založení kýlu | Spuštěn | Vstup do služby | Osud |
| ------------------------ | ------------- | ------- | --------------- | --- |
| HMS Melampus (ex Medea)  | 1914          | 1914    | červen 1915     | Vyřazen 1921. |
| HMS Medea (ex Kriti)     | 1914          | 1915    | červen 1915     | Vyřazen 1921. |
| HMS Melpomene (ex Samos) | 1914          | 1915    | srpen 1915      | Vyřazen 1921. |
| HMS Medusa (ex Lesvos)   | 1914          | 1915    | červenec 1915   | Dne 25. března 1916 se při doprovodu nosiče hydroplánů HMS Vindex srazil s torpédoborcem HMS Laverock, byl opuštěn a později se potopil. |

## Konstrukce

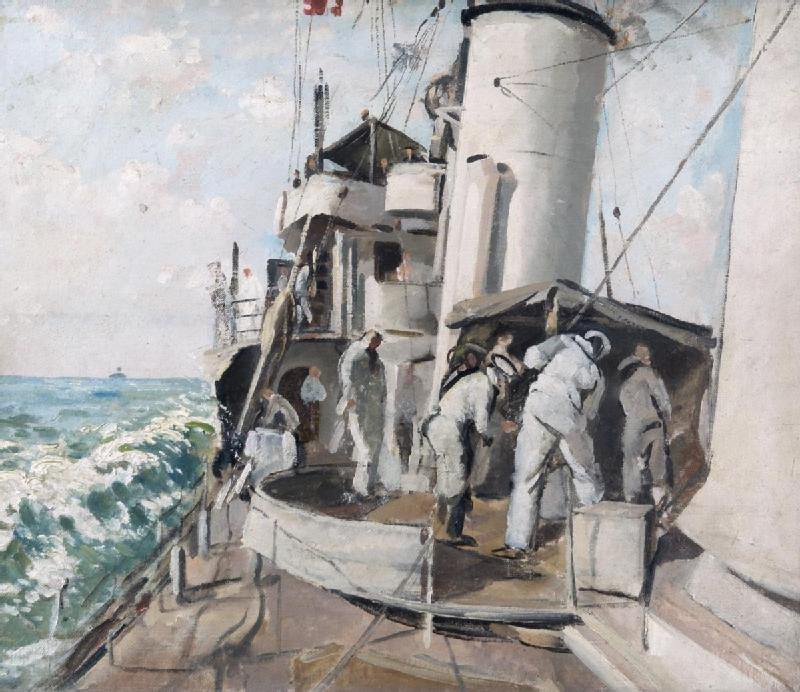
HMS Melampus

Výzbroj tvořily tři 102mm kanóny a dva dvojhlavňové 533mm torpédomety. Pohonný systém tvořily tři kotle Yarrow a tři turbíny Brown-Curtis o výkonu 25 000 hp, pohánějící tři lodní šrouby. Nejvyšší rychlost dosahovala 32 uzlů.